# Eilvese
Eilvese è una frazione (Ortsteil) della città di Neustadt am Rübenberge, nel land della Bassa Sassonia, in Germania.

## Storia
Già comune autonomo nel circondario di Neustadt am Rübenberge, fu soppresso e incorporato a Neustadt am Rübenberge il 1º marzo 1974.